# توماس آربوتنوت
توماس آربوتنوت (انگلیسی: Thomas Arbuthnot; ۱۱ سپتامبر ۱۷۷۶ – ۲۶ ژانویهٔ ۱۸۴۹) فرد نظامی اهل پادشاهی متحد بریتانیای کبیر و ایرلند بود. وی همچنین برندهٔ جوایزی همچون نشان حمام شده‌است.